# 가토 다케미
카토우 타케미 (岳美, 1978년 7월 9일 ~ )는 일본의 배우이다.

## 출연작

### 드라마
- 2001년~2002년 《백수전대 가오렌쟈》 테토무 역